# Früchte des Zorns (Band)
Früchte des Zorns war eine Band aus Deutschland. Sie bezeichnet sich selbst als „linksradikales Kollektiv“. Ihre Musik steht unter einer Creative-Commons-Lizenz (by-nc-nd). Neben der Möglichkeit, die CDs zu kaufen, lassen sich auf ihrer Website daher fast sämtliche Lieder (und die zugehörigen Songtexte mitsamt den Akkorden) der CDs seit 2003 kostenlos im Vorbis- oder MP3-Format herunterladen.

## Geschichte
Gegründet wurde die Band von Mogli und Anke Anfang 1999 vor dem Bahnhof Hamburg-Altona. Zuerst spielte sie nur in Kneipen und auf der Straße, bekam im Oktober 1999 jedoch einen Auftritt in der Roten Flora. 1999 nahm sie schließlich ihre erste CD In meinem Kopf ist eine Bombe auf. Mogli und Anke zerstritten sich nach den Aufnahmen zusehends, sodass das Projekt vorerst nicht weitergeführt wurde.
Im Februar 2001 arbeiteten sie zusammen mit anderen Musikern an dem Projekt Revolte Springen und näherten sich so wieder an.
Zusammen mit Revolte Springen-Mitglied Hannah brachten sie im Februar 2002 das Album Zwischen Leben und Überleben heraus, das eigentlich als Abschiedswerk gedacht war. Nach eigenen Angaben motivierte die gemeinsame Arbeit die Mitglieder, als Kollektiv weiterzuarbeiten, sodass die Single Das Herz ist ein Muskel in der Größe einer Faust als auch die beiden Alben Wie Antennen in den Himmel und Unter unserer Haut folgten.
Im Jahr 2019 erschien das Tributealbum Poesie Album – Die Früchte der Freund*innen des Zorns, auf dem fünfzehn Stücke der Gruppe von anderen Künstlern gecovert wurden. Neben der Folkmusik wurden dabei auch Genres wie Punkrock, Hip-Hop und Elektro bedient. Außerdem enthält es mit dem Lied Magdeburg eine ironische Hommage an Früchte des Zorns, die von dem Folkmusiker Song X eingespielt wurde.
2021 gab die Band ihre Auflösung bekannt und spielte im Sommer 2022 Abschiedskonzerte.

## Diskografie

### Alben und Singles
- 1999: In meinem Kopf ist eine Bombe (CD)
- 2002: Zwischen Leben und Überleben (CD)
- 2005: Das Herz ist ein Muskel in der Größe einer Faust (Vinyl 7"-Single)
- 2007: Wie Antennen in den Himmel (CD)
- 2010: Unter unserer Haut (CD / Doppel-10"-Vinyl)
- 2016: Fallen oder Fliegen (CD / Vinyl)
- 2019: Kaleidoskop (CD / Doppel-LP, Kompilation)

### Tributealben
- 2019: Poesie Album – Die Früchte der Freund*innen des Zorns

## Weiteres
- Mit dem Hip-Hop-Kollektiv Conexión Musical nahmen sie das Stück Dafür auf.
- Die Gruppe Llorando en el Desierto spielte unter dem Titel Arder eine spanische Version des Liedes Brennen ein.[3]